# مارتا فوجت
مارتا فوجت (بالألمانية: Marthe Louise Vogt)‏ (ولدت 8 سبتمبر 1903 - 9 سبتمبر 2003). كانت عالمة ألمانية وتعتبر واحدة من أهم عُلماء الأعصاب في القرن العشرين. أُشتهرت فورجت بفضل مُساهماتها التي ساهمت في فهم دور النواقل العصبية في الدماغ، وخاصةً الأدرينالين.